# Skylon (espaçonave)
O Skylon foi um projeto de um avião espacial não tripulado planejado pela empresa britânica Reaction Engines Limited (REL), utilizando o SABRE, uma nova tecnologia de motor de ciclo combinado, o sistema de propulsão de foguete com alimentação de ar para chegar a órbita em uma única etapa. A aeronave seria reutilizável para 200 voos. De acordo com os estudos e análises realizados, era esperado que o custo por quilo de carga útil transportada para a órbita terrestre baixa seria reduzido dos atuais £ 15 000/kg (desde 2011), incluindo pesquisa e desenvolvimento, para em torno de £ 650/kg, com os custos esperados para cair muito mais ao longo do tempo, após os gastos iniciais forem amenizados. Em 2004, o custo de vida útil total do programa foi estimado em cerca de $ 12 bilhões.

## Projeto

Impressão artística do Skylon pousado

O projeto do veículo era de um avião movido a hidrogênio que iria decolar a partir de uma pista convencional, e acelerar a  Mach 5.4 a 26 km de altitude utilizando o ambiente antes de ligar os motores para usar o oxigênio líquido (LOX) interno, a alimentação vai colocá-lo em órbita. Uma vez em órbita ele lançaria sua carga útil de até 15 toneladas. O veículo não será tripulado, mas também seria autorizado a transportar passageiros. Todas as cargas poderiam ser colocadas em um compartimento contentor normalizado. O veículo relativamente leve, a sua carenagem protegida por uma cerâmica composta, para reentrar na atmosfera e pousar em uma pista de decolagem. Quando no chão, ele passará por inspeção e manutenção necessária. Se o objetivo do projeto for alcançado, ele deve estar pronto para voar de novo num prazo de dois dias.
Até 2012, apenas uma pequena parte do financiamento necessário para desenvolvimento e construção do Skylon tinha sido garantido. O trabalho de pesquisa e desenvolvimento no projeto do motor SABRE está acontecendo sob uma pequena concessão da Agência Espacial Europeia (ESA). Em janeiro de 2011, a REL apresentou uma proposta ao governo britânico para solicitar um financiamento adicional para o projeto e, em abril a REL anunciou que havia conseguido 350 milhões de dólares estadunidenses de maior contingente do financiamento em um teste de tecnologia do motor for bem sucedido. Testes das principais tecnologias foi concluída com sucesso em novembro de 2012, permitindo que o projeto do Skylon possa avançar para a fase final. Com o sucesso nos testes realizados deste novo mecanismo que poderá lançar uma nave para o espaço e revolucionar a nossa forma de viajar, o que torna possível chegar a qualquer lugar da Terra em apenas quatro horas. A
REL afirmou nesta data que o maior obstáculo técnico para suas ideias já foi ultrapassado. Em 16 de julho de 2013, o governo britânico prometeu R$ 60 milhões para o projeto: este investimento dará apoio a uma "fase crucial" para permitir que um protótipo em escala real do motor SABRE possa ser construído.
Se tudo correr como o planejado, os primeiros voos de teste poderá acontecer em 2019, o Skylon poderá visitar a Estação Espacial Internacional até 2022. O veículo poderá transportar 15 toneladas de carga para uma órbita equatorial de 300 km em cada viagem, e até 11 toneladas para a Estação Espacial Internacional, quase 45% a mais do que a capacidade do ATV veículo da Agência Espacial Europeia.
Cancelamento do projeto
Em outubro de 2024, a Reaction Engines Limited, a fabricante do avião, e sua subsidiária estadunidense, a Reaction Engines Inc, tiveram sua falência decretada e o projeto do Skylon foi cancelado, juntamente com seu motor SABRE, que também teve seu desenvolvimento cancelado.